# Selektywność reakcji
Selektywność reakcji - stosunek oczekiwanego produktu do produktów ubocznych w reakcjach chemicznych. Reakcja jest tym bardziej selektywna im więcej powstaje oczekiwanego produktu i mniej produktu ubocznego.
Np: gdy reakcja równoległa typu:
A + B
prowadzi do produktu "C":
A + B → C
lub "D":
A + B → D
selektywność w stosunku do oczekiwanego produktu C mierzy się dzieląc otrzymaną liczbę moli "C" do produktu ubocznego "D".
Analogiczne znaczenie ma pojęcie selektywności, odniesione do takich procesów fizykochemicznych, jak absorpcja lub adsorpcja składników mieszanin związków chemicznych. 